# グルタミノリシス
グルタミノリシス（Glutaminolysis）あるいはグルタミン分解は、アミノ酸のグルタミンをグルタミン酸やアスパラギン酸、CO2、ピルビン酸、乳酸、アラニン、クエン酸へと分解する一連の生化学反応である。

## グルタミノリシス経路
グルタミノリシスは、部分的にクエン酸回路およびリンゴ酸-アスパラギン酸シャトルから反応段階を補充している。

### グルタミンからα-ケトグルタル酸への反応段階
アミノ酸グルタミンからα-ケトグルタル酸への変換は2段階の反応で起こる。

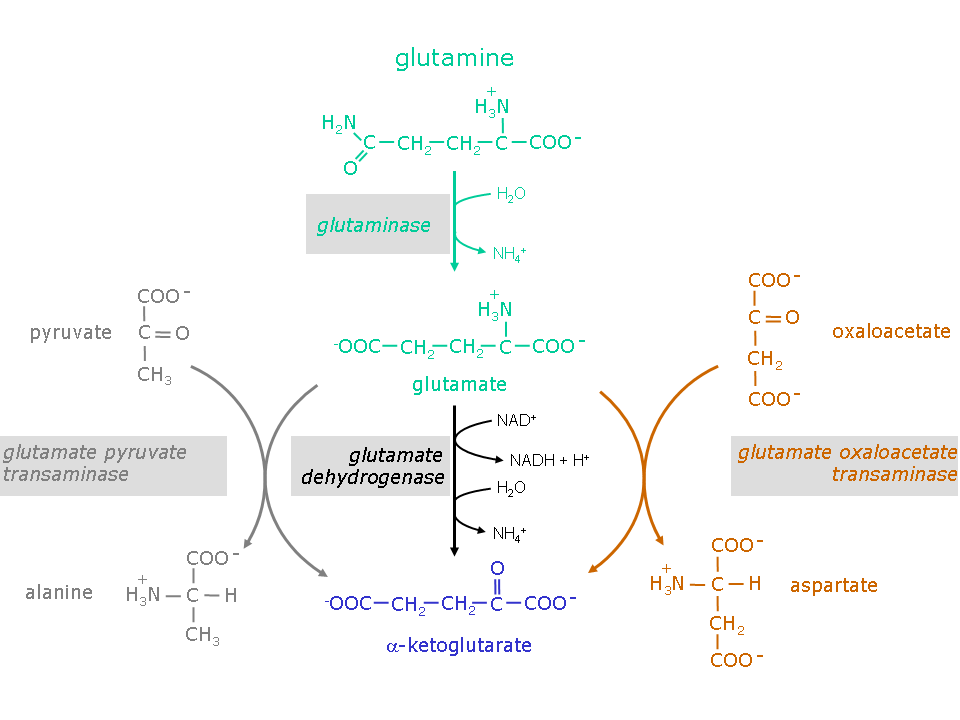
グルタミンのα-ケトグルタル酸への変換

1. グルタミンのアミノ基の加水分解によりグルタミン酸およびアンモニアが生成する。触媒する酵素: グルタミナーゼ (EC 3.5.1.2)。
2. グルタミン酸は分泌あるいはα-ケトグルタル酸へとさらに代謝される。

グルタミン酸からα-ケトグルタル酸への変換では、3種類の異なる反応が可能である。
触媒する酵素: 
- グルタミン酸デヒドロゲナーゼ (GlDH), EC 1.4.2.1
- グルタミン酸ピルビン酸アミノ基転移酵素 (GPT)、アラニンアミノ基転移酵素 (ALT) とも呼ばれるEC 2.6.1.2
- グルタミン酸オキサロ酢酸アミノ基転移酵素 (GOT)、アスパラギン酸アミノ基転移酵素 (AST) とも呼ばれる、EC 2.6.1.1（リンゴ酸-アスパラギン酸シャトルの構成要素）

### クエン酸回路およびリンゴ酸-アスパラギン酸シャトルから補充する反応段階

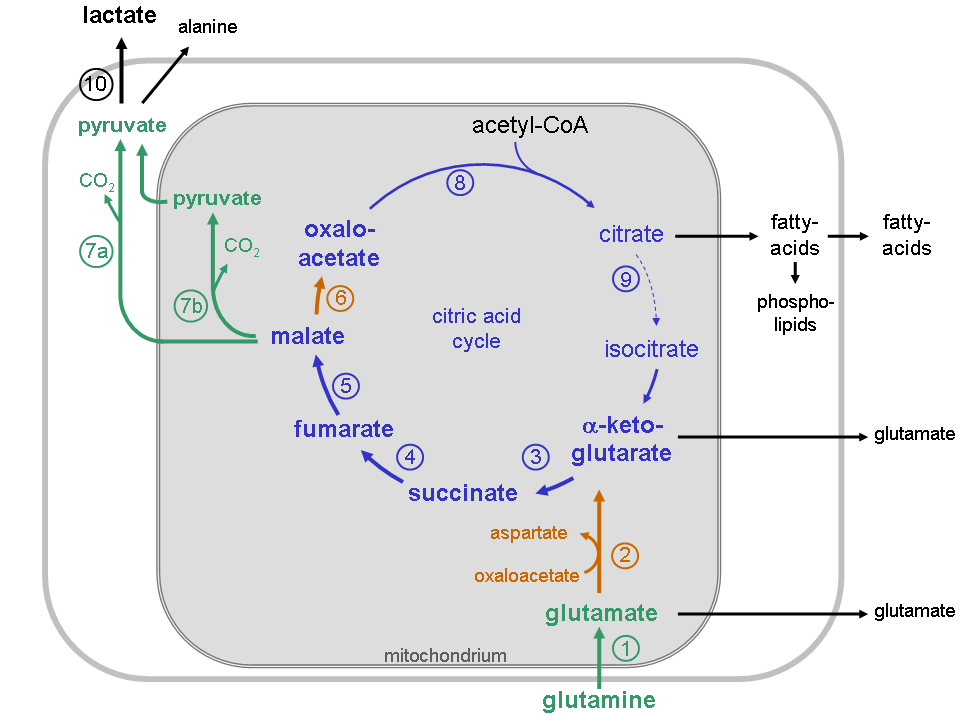
グルタミノリシス経路。青色 = クエン酸回路からの反応段階; 茶色 = リンゴ酸-アスパラギン酸シャトルからの反応段階; 緑色 = 腫瘍において過剰発現している酵素。1 = グルタミナーゼ, 2 = GOT, 3 = α-ケトグルタル酸デヒドロゲナーゼ, 4 = コハク酸デヒドロゲナーゼ, 5 = フマラーゼ, 6 = リンゴ酸デヒドロゲナーゼ, 7a = サイトゾルリンゴ酸酵素, 7b = ミトコンドリアリンゴ酸酵素, 8 = クエン酸シンターゼ, 9 = アコニターゼ, 10 = 乳酸デヒドロゲナーゼ

- α-ケトグルタル酸 + NAD+ + CoASH → スクシニル-CoA + NADH+H+ + CO2
  - 触媒する酵素: α-ケトグルタル酸デヒドロゲナーゼ複合体
- スクシニル-CoA + GDP + Pi → コハク酸 + GTP
  - 触媒する酵素: スクシニル-CoA-シンターゼ, EC 6.2.1.4
- コハク酸 + FAD → フマル酸 + FADH2
  - 触媒する酵素: コハク酸デヒドロゲナーゼ, EC 1.3.5.1
- フマル酸 + H2O → リンゴ酸
  - 触媒する酵素: フマラーゼ, EC 4.2.1.2
- リンゴ酸 + NAD+ → オキサロ酢酸 + NADH + H+
  - 触媒する酵素: リンゴ酸デヒドロゲナーゼ, EC 1.1.1.37（リンゴ酸-アスパラギン酸シャトルの構成要素）
- オキサロ酢酸 + アセチル-CoA + H2O → クエン酸 + CoASH
  - 触媒する酵素: クエン酸シンターゼ, EC 2.3.3.1

### リンゴ酸からピルビン酸および乳酸への反応段階
リンゴ酸のピルビン酸および乳酸への変換は
- NAD(P) 依存的リンゴ酸脱炭酸酵素 (リンゴ酸酵素; EC 1.1.1.39 and 1.1.1.40) および
- 乳酸デヒドロゲナーゼ (LDH; EC 1.1.1.27)

によって以下のように起こる。
- リンゴ酸 + NAD(P)+→ ピルビン酸 + NAD(P)H + H+ + CO2
- ピルビン酸 + NADH + H+ → 乳酸 + NAD+

## グルタミノリシス経路の細胞内区分化
グルタミノリシス経路の反応は、部分的にミトコンドリアで、ある程度はサイトゾルで起こる。

## 腫瘍細胞における重要なエネルギー源として
グルタミノリシスは、リンパ球や胸腺細胞、 結腸細胞、脂肪細胞、そして特に腫瘍細胞といった全ての増殖している細胞で起こる。腫瘍細胞では、クエン酸回路が高濃度の活性酸素種 (ROS) によってアコニターゼ (EC 4.2.1.3) が阻害されているため途切れている。アコニターゼはクエン酸のイソクエン酸への変換を触媒する。一方、腫瘍細胞はリン酸依存的グルタミナーゼおよびNAD(P)-依存的リンゴ酸脱炭酸酵素を過剰発現しており、これらの酵素はα-ケトグルタル酸からクエン酸へのクエン酸回路の残りの反応段階と共同して、新たなエネルギー産生経路の可能性を与えている。
腫瘍細胞における解糖系に加えて、グルタミノリシスはエネルギー産生のもう一つの大きな柱である。細胞外における高いグルタミン濃度は、腫瘍の成長を刺激し、細胞の形質転換に必須である。一方、グルタミンの分解は細胞の形態的、機能的分化と関連している。

### 腫瘍細胞におけるグルタミノリシスのエネルギー有効性
- ADPの直接的リン酸化による1分子のATP
- FADH2の酸化からの2分子のATP
- α-ケトグルタル酸デヒドロゲナーゼ反応、リンゴ酸デヒドロゲナーゼ反応、リンゴ酸デカルボキシラーゼ反応内で生産されるNADH + H+から同時に3分子のATP

低いグルタミン酸デヒドロゲナーゼおよびグルタミン酸ピルビン酸トランスアミナーゼ活性のため、腫瘍細胞ではグルタミン酸からα-ケトグルタル酸への変換はグルタミン酸オキサロ酢酸トランスアミナーゼによって主に起こっている。

### 腫瘍細胞におけるグルタミノリシスの利点
- グルタミンは血漿において最も豊富なアミノ酸であり、特に二量体型M2-PKの量が多いことによって解糖系によるエネルギー産生が低い時に腫瘍細胞における付加的なエネルギー源である。
- グルタミンおよびその分解生成物であるグルタミン酸およびアスパラギン酸は、核酸およびセリンの前駆体である。
- グルタミノリシスは、高濃度の活性酸素種 (ROS) に対して非感受性である。
- クエン酸回路の切断によって、クエン酸回路に入り込むアセチルCoAの量は低く、アセチルCoAは脂肪酸およびコレステロールのデノボ合成に利用できる。脂肪酸はリン脂質の合成に使われるか、放出される[31]。
- 脂肪酸は水素の効果的な貯蔵運搬体である。したがって、脂肪酸の放出は解糖系のグリセルアルデヒド-3-リン酸デヒドロゲナーゼ (GAPDH; EC 1.2.1.9) 反応内で産生する細胞質水素の効果的な処分方法である[32]。
- グルタミン酸および脂肪酸は免疫抑制性である。どちらの代謝物の放出も、腫瘍細胞を免疫攻撃から守る[33][34][35]。
- グルタミン酸プールは、システムASCによるその他のアミノ酸の吸エルゴン取り込みを駆動させることが議論されている[17]。